# Impact social
L'impact social est un anglicisme qui désigne l'ensemble des conséquences d'une activité sur ses parties prenantes ainsi que sur la société. Cette notion est souvent utilisée par les acteurs de l'innovation sociale afin de mesurer leur impact au-delà de simples critères économiques.

## Définition
Le Conseil supérieur de l'économie sociale et solidaire désigne l'impact social comme « l’ensemble des conséquences (évolutions, inflexions, changements, ruptures) des activités d’une organisation tant sur ses parties prenantes externes (bénéficiaires, usagers, clients) directes ou indirectes de son territoire et internes (salariés, bénévoles, volontaires), que sur la société en général ».
Cette notion est liée à celle d'intérêt général.
Elle peut servir à orienter les choix stratégiques des structures (notamment celles de l'économie sociale) qui changent d'échelle et qui souhaitent maximiser leur impact et pas simplement leur rentabilité économique.
Le concept d'impact social est étudié au niveau européen à partir de 2012 par le Groupe d'experts de la Commission européenne sur l’entrepreneuriat social et le règlement européen d'avril 2013 relatif aux fonds d'entrepreneuriat social européens indique que « les entreprises sociales ont pour principal objectif d'avoir une incidence sociale positive ».